# Willem Nicolaas de Pesters van Cattenbroek
Willem Nicolaas de Pesters van Cattenbroek, heer van Cattenbroek en Papekop, (Den Haag, 1 januari 1754 – Utrecht, 21 april 1831) was een Nederlands jonkheer, bestuurder, rechtsgeleerde en politicus.

## Levensloop
Willem de Pesters, lid van de familie De Pesters, werd geboren als een zoon van Jan Pesters (1716-1797) en Adriana Everardina Godin (1731-1795). Hij studeerde Romeins en hedendaags recht aan de Hogeschool Utrecht. Hij begon zijn carrière als lid van de raad in de Vroedschap van Utrecht. Daarna was hij lid van de Gedeputeerde Staten. Later werd hij president van de commissie van de provinciale regering en commissaris-generaal de Vivres van de troepen. Vanaf 1793 was hij lid van de raad van het Leenhof en lid van de raad in de Vroedschap van Utrecht. Op 29 en 30 maart 1814 functioneerde de Pesters van Cattenbroek als lid van de Vergadering van Notabelen voor het departement Zuiderzee en van 2 mei 1814 tot 1 september 1815 was hij lid van de Staten-Generaal der Verenigde Nederlanden. Van 21 september 1815 tot 18 oktober 1824 was hij werkzaam als lid van de Tweede Kamer der Staten-Generaal en van 18 oktober 1825 tot 21 april 1831 was hij lid van de Eerste Kamer der Staten-Generaal.

## Persoonlijk
Op 21 oktober 1799 te Bunnik trouwde hij met Caroline Jacqueline de Jacoby en samen hadden ze elf kinderen.

## Ridderorde
- Ridder in de Orde van de Nederlandse Leeuw

- Biografisch Portaal: 94314637
- Parlement.com: vg09lls1iovu